# 申威
申威（英语：ShenWei或Sunway）是江南计算技术研究所开发的微处理器系列。此种处理器所使用架构的细节仍然不得而知。

## 历史
申威系列微处理器的开发主要是被中华人民共和国用于军事方面。根據部分公開資訊表明，此系列的微体系架构基于DEC Alpha衍生而來。而SW-3/SW1600处理器則是基于Alpha 21164。
不過申威系列最新的SW26010處理器，目前沒有詳細的資訊表明它是基於DEC Alpha微架構的衍生品。不過處理器的處理器核心結構佈局，則是類似於基於POWER指令集架構的Cell微架構。

### SW-1处理器
- 申威系列的第一代处理器，于2006年研制成功
- 单核
- 时钟频率为900MHz

### SW-2 处理器
- 第二代处理器，2008年研制成功
- 双核
- 时钟频率为1400 MHz
- 功耗70至100W

### SW-3/SW1600處理器
- 第三代处理器，2010年研制成功
- 16核，采用64位RISC指令集 [6]
- 时钟频率975-1200 MHz [6]
- 65 纳米制程
- 140.8GFLOPS@1.1 GHz
- 最大存储容量：16 GB
- 存储器带宽峰值：68 GB/s
- 四通道128位DDR3内存
- 四级超标量
- 两个整数和两个浮点执行单元
- 7条整数流水线、10条浮点流水线
- 43位的虚拟地址和40位物理地址
- 至多支持8TB虚拟内存、1TB物理内存
- L1缓存：8 KB指令缓存8 KB数据内存[6]
- L2缓存：96 KB[6]
- 128位系统总线

### SW26010处理器
- 第四代处理器，2016年研发成功
- 采用64位RISC指令集
- 类似Cell 微处理器的大規模並行處理架构，每个通用处理核心与64个SIMD向量处理器搭配